# María del Carmen Mostaza Martínez
María del Carmen Mostaza Martínez (Madrid, 1943-Madrid, 1995), también conocida como Carmina Mostaza, fue una arquitecta española licenciada en 1966, que fue una de las pioneras de la arquitectura en España y la primera mujer en ejercer la profesión en el País Vasco.

## Contexto histórico
La arquitectura fue durante el siglo XX, y especialmente antes de los años sesenta, una profesión marcada por patrones de trabajo y prácticas laborales muy similares a las de otras ocupaciones técnicas tradicionalmente muy masculinizadas. Las mujeres estaban mayoritariamente excluidas no solo de la educación universitaria, sino también del desarrollo de la profesión. A esto había que unir el elevado coste económico de los estudios, lo que traía consigo la consideración de la formación como un arraigado privilegio profesional y social.
La Ley de Ordenación de las Enseñanzas Técnicas de 1957 permitió la creación de nuevas escuelas de arquitectura en España, lo que facilitó el acceso a la carrera. El periodo que fue de 1957 a 1975 resultó crucial para la formación reglada en arquitectura en la España contemporánea. Un ejemplo de las dificultades con las que se enfrentaban las mujeres arquitectas se puede encontrar en el hecho de que hasta 1967 no se les permitió su matriculación en el Colegio Oficial de Arquitectos Vasco-Navarro. Hasta 1968, apenas una decena de mujeres habían obtenido el título en las escuelas de Madrid y Barcelona, haciéndolo solo una cincuentena en toda España durante la dictadura franquista.

## Biografía
Nació el 9 de enero de 1943 en Madrid. Se licenció en arquitectura en 1966 por la Escuela Técnica Superior de Arquitectura de Madrid (ETSAM). Ese mismo año, el 1 de abril, se registró en el Colegio Oficial de Arquitectos de Madrid (COAM), donde mantuvo su matrícula con el número 1821 hasta su fallecimiento el 20 de mayo de 1995 en la capital española. Fue la primera colegiada no residente en el Colegio Oficial Vasco-Navarro (COAVN).

### Trayectoria profesional
Al finalizar sus estudios y con tan solo 23 años se trasladó a Bilbao para, junto al arquitecto Celestino Martínez Diego, proyectar y ejecutar entre 1966 y 1967 un edificio de viviendas de protección oficial de siete plantas y locales comerciales en la planta baja, en un solar en cuña, en el barrio de Santutxu. También realizó otros encargos en Vizcaya con su compañero de promoción José Luis Ortega Carnicero. En ese mismo periodo y hasta 1968 proyectó y realizó la obra de un edificio de viviendas en Mungia.
En 1968, obtuvo la beca Fulbright, lo que le permitió trasladarse a Estados Unidos para realizar un máster en Diseño Urbano en la Universidad de Columbia en Nueva York. Durante esta primera etapa de su carrera, también fue galardonada con dos becas internacionales: una otorgada por la International Association for the Exchange of Students for Technical Experience y otra por la Fundación Elías Alhuja, con sede en Nueva York. En sus años en el extranjero, también desempeño tareas técnicas en el Ayuntamiento de Tromsö en Noruega.

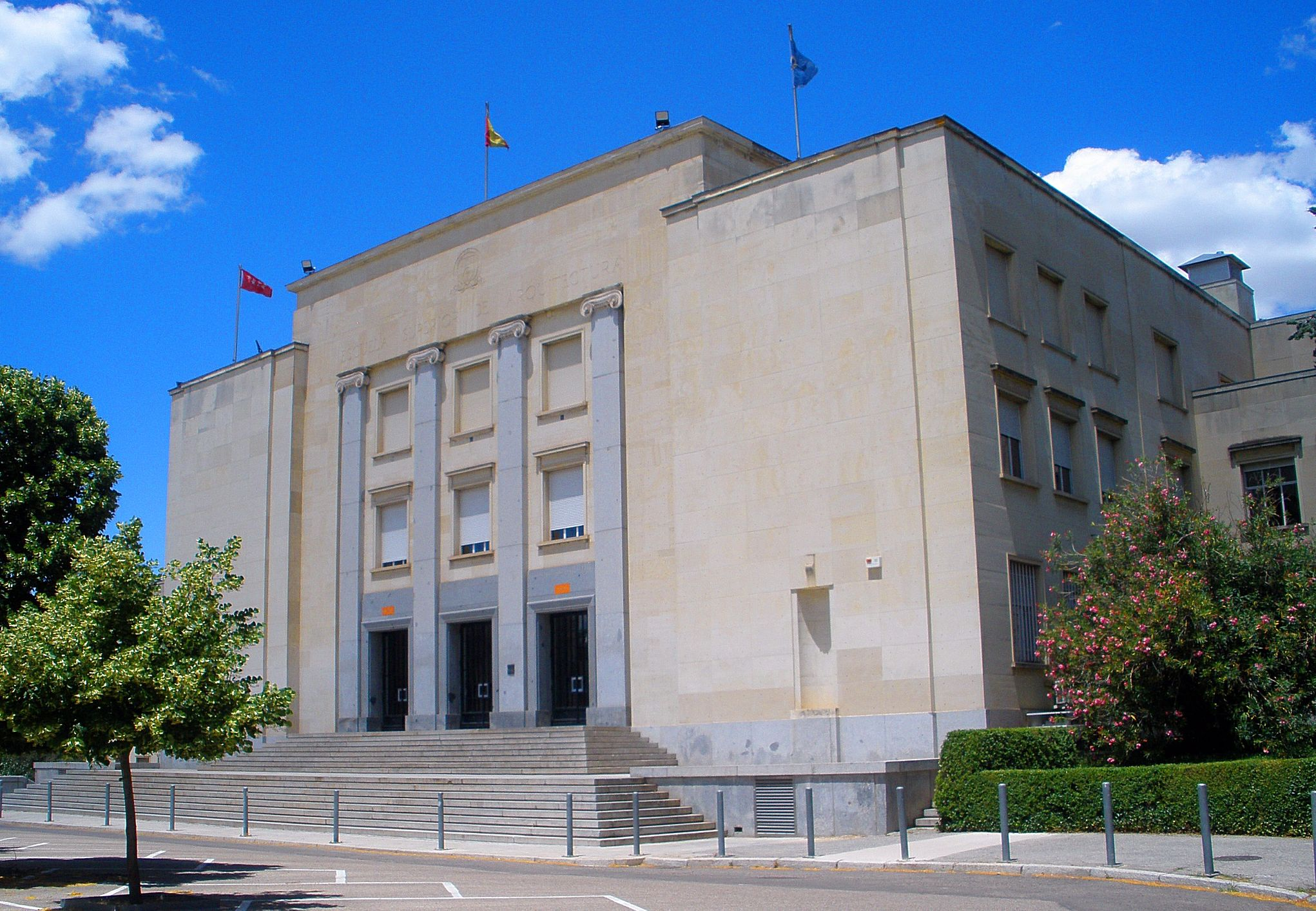
Escuela Técnica Superior de Arquitectura de Madrid

A su regreso a España, ejerció como profesora a la Escuela Técnica Superior de Arquitectura de Madrid, en la cátedra del Proyecto de Antonio Vázquez de Castro donde ejerció desde 1978 hasta su fallecimiento.
En una entrevista que le realizó la revista Teresa de la Sección Femenina en 1966, defendió la arquitectura también como profesión de la mujer.

Cualquier profesión puede ser adecuada para la mujer que tenga condiciones y, ante todo, vocación para ella. Si le gusta la carrera, que no vacile en seguirla. Mi opinión es que tiene todas las ventajas y ningún inconveniente.
María del Carmen Mostaza Martínez. Revista Teresa, 1966.

A partir de la década de 1980, se especializó en el ámbito de la restauración del patrimonio arquitectónico. Dos de sus obras más conocidas (realizadas en colaboración con Andrés Perea) fueron la restauración entre 1980 y 1983 de los jardines históricos de Brihuega y la rehabilitación del cementerio de Polloe en San Sebastián en 1988.

## Obras
Realizó gran número de nuevos edificios, restauración de otros históricos y redacción de normativas, planes de ordenación, etc. en solitario o en colaboración con otros profesionales de la arquitectura. Entre sus obras más destacadas se encuentran:

### Edificios públicos
- Sucursales del Banco de Crédito Agrícola en Pamplona, Santander y Vitoria-Gasteiz (finales de 1980/principios de 1990).
- Biblioteca Central de Humanidades en el Convento del Carmen Calzado de Alcalá de Henares (1991).
- Biblioteca provincial de Granada (1995).

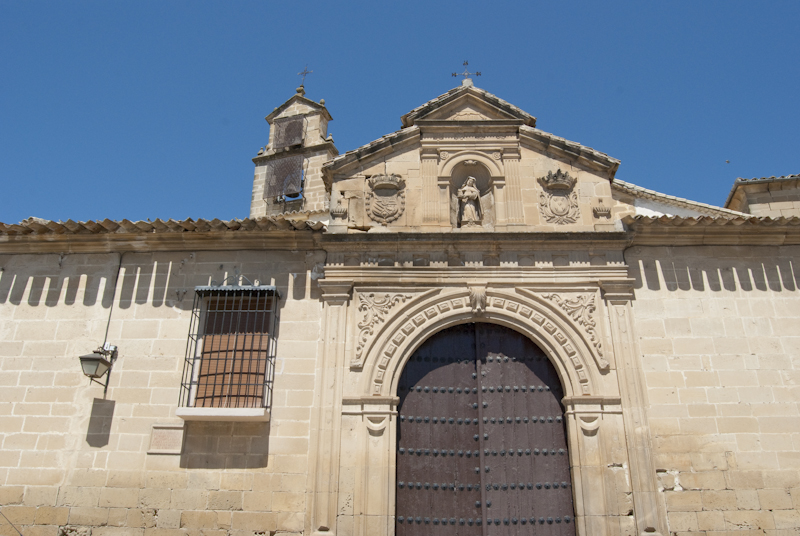
Real Convento de Santa Clara de Úbeda, Jaén

### Edificios residenciales
- Inmueble en bloque único de 56 viviendas de protección oficial en calle Carmelo, 3 de Santutxu (1966-67).
- Inmueble de viviendas en Mungia (1966-67).
- Edificios de viviendas sociales en calle Isla Tabarca de Madrid (1986).

### Rehabilitación y restauración
- Jardines de la Real Fábrica de Paños de Brihuega, GuadalajaraAyuntamiento de Briviesca (1980).

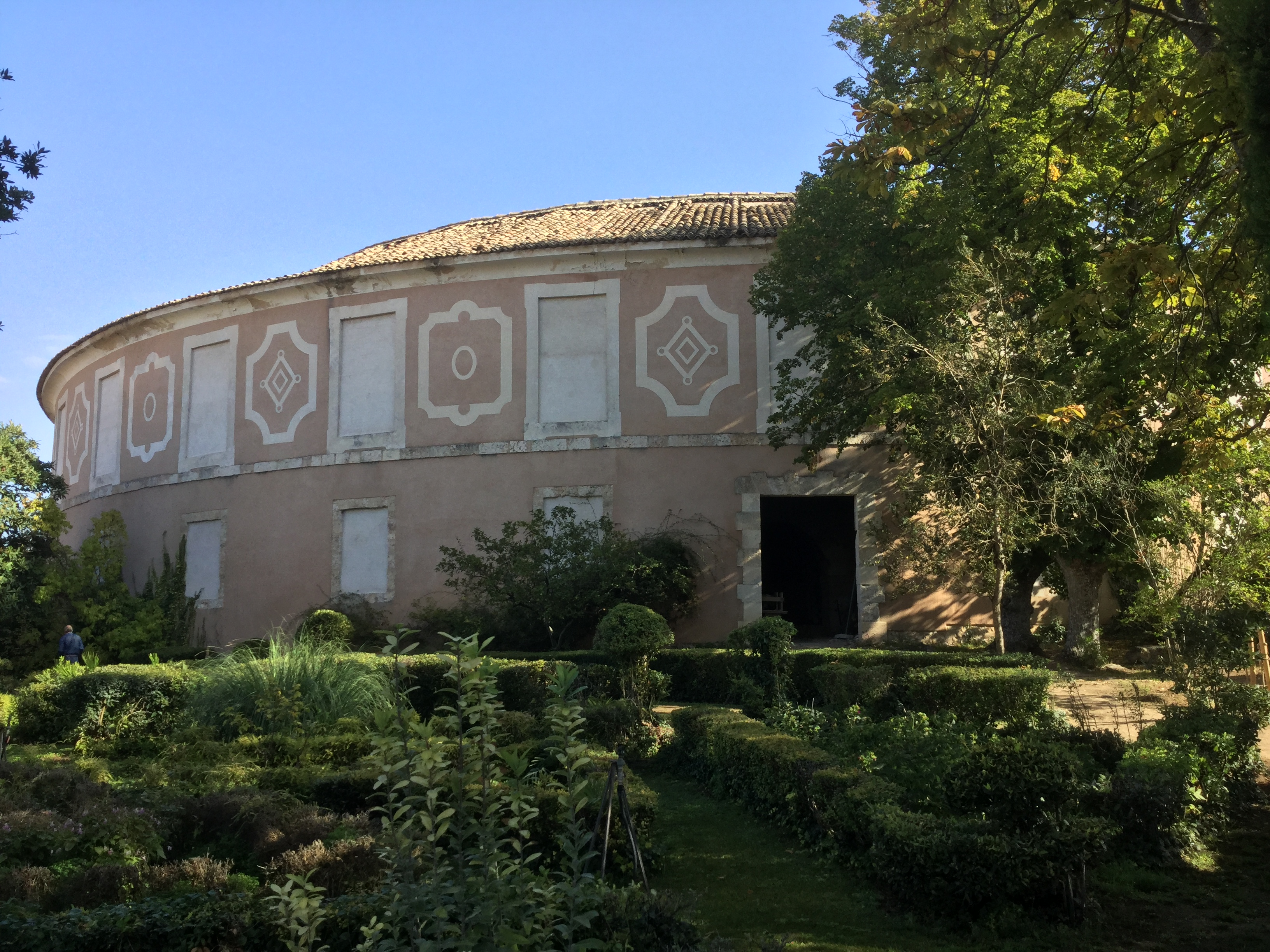
Jardines de la Real Fábrica de Paños de Brihuega, Guadalajara

- Iglesia de Santa María de la Antigua de Ameyugo (1981).
- Jardines de la Real Fábrica de Paños de Brihuega (1982).
- Iglesia y dependencias de la Colegiata de Santa María de la Dehesa Brava en Husillos, Palencia (1982).
- Hospital de Santiago de Úbeda, Jaén (1982-1990).
- Basílica de Santa María de los Reales Alcázares en Úbeda, Jaén (1983).
- Inmueble de la calle Prado, 29 en Madrid (1984).
- Iglesia de la Santísima Trinidad de Úbeda, Jaén (1984-1985).
- Hospital de Jornaleros de la calle Maudes, 17 en Madrid (1984-87).
- Cementerio comarcal de Alcalá de Henares (1985).
- Cementerio de Polloe en San Sebastián (1988).
- Real Convento de Santa Clara de Úbeda, Jaén (1991).